# Классон (Рязанская область)
Классон — бывший посёлок городского типа в Михайловском районе Рязанской области России. Входит в состав г. Михайлова.

## История
Поселок возник еще до Октябрьской революции.
В Михайловском историческом музее о нём имеются разноречивые сведения.
Вначале это было подсобное хозяйство московского завода «Серп и молот».
Руководство завода ежегодно направляло своих рабочих в поселок выращивать овощи для нужд завода.
Управляющим (бригадиром) рабочих был представитель завода по национальности латыш, но с немецкой фамилией Классон. Управляющий Классон набирал рабочих из Михайлова и окрестных сел.
Было построено правление и общежитие, это двухэтажное здание находилось в районе пилорамы. Развалины этой постройки сохранились до сих пор.
В конце 1930-х годов началось строительство жилых домов вдоль железной дороги.
В довоенный период посёлок процветал.
На сезонные работы приезжали рабочие из Мордовии и немцы Поволжья.
Управляющий Классон не поладил с рабочими, произошла ссора и Классон был убит.
Чтобы увековечить память об управляющем, а может быть, уже и по привычке посёлок стали называть Классоном. Это одна из версий названия поселка.
Существует и другое предположение, что посёлок назван в честь советского электротехника Роберта Эдуардовича Классона.
В 1962 году Классон отделили от совхоза Некрасово и он стал самостоятельным хозяйством — совхозом имени XXII партсъезда.
С 1962 года до середины 1970-х свинарки совхоза добивались больших привесов на откорме свиней. Долгое время совхоз был в числе передовых в области, был известен и за её пределами.